# Міста Португалії
Статус міста (порт. cidade) в Португалії, як правило, визначається за такими критеріями: кількість мешканців, наявність інфраструктури (школи, транспорт, заклади охорони здоров'я, культура і спорт), а також історичне значення. Значне збільшення кількості міст у країні припадає на 1980-ті роки, коли відбувалося стрімке зростання загальної кількості населення Португалії. Станом на 2006 рік такий статус отримав 151 населений пункт.
Згідно з чинним адміністративним поділом Португалії, міста не є одиницями такого, оскільки вони не завжди відповідають муніципалітетам (винятками є Лісабон, Порту, Фуншал, Амадора, Ентронкаменту і Сан-Жуан-да-Мадейра). А деякі муніципалітети можуть нараховувати більш як одне місто (наприклад, муніципалітет Паредеш нараховує 4 міста). У багатьох випадках міста поділяються на муніципальні громади (порт. freguesias): наприклад, місто Лісабон поділяється на 53 муніципальних громади.
Цікавими є випадки, коли місто складається лише з однієї муніципальної громади, назва якої не відповідає назві самого міста (наприклад, місто Анадія належить до муніципальної громади Аркуш. Іншим цікавим прикладом є ті населені пункти де кількість мешканців значно перевищує 10 тис. осіб, але статус міста вони так і не отримали (Сінтра, Кашкайш, Оейраш), а також міста з населенням усього 2 тис. осіб (Меда, Міранда-ду-Дору). Дата заснування деяких португальських міст невідома, оскільки вони існували ще задовго до формального отримання незалежності Португалією у 1128 році (Візеу, Коїмбра серед інших). До 1910 року право надання статусу міста належало виключно монарху і на той час в Португалії було лише 25 міст. Це стосувалось і населених пунктів, що знаходились в Бразилії яка була частиною португальської імперії — Сан-Паулу столо містом у 1711 році. На початку XX століття, коли Португалію було проголошено республікою, статус міста надавався парламентом, пізніше, за часів диктатури Салазара, — урядовим декретом. Після Революція гвоздик, компетенція по наданню статусу міста знову перейшла до парламенту, що триває і нині. Найновішим португальським містом став населений пункт Канісу (2005 рік).
Найбільшими містами Португалії є Лісабон, Порту, Амадора, Віла-Нова-де-Гая, Брага, Коїмбра, Сетубал, Алмада і Фуншал.
Список міст Португалії в наведеній нижче таблиці подається в алфавітному порядку португальської мови (кількість мешканців за даними Національної Асоціації Муніципалітетів Португалії як сумарний показник відповідних муніципальних громад станом на 2004 рік).

## Список міст Португалії
| Герб | Назва                      | Назва мовою оригіналу      | Кількість мешканців | Статус міста             |
| ---- | -------------------------- | -------------------------- | ------------------- | ------------------------ |
|      | Абрантеш                   | Abrantes                   | 14,775              | 14 червня 1916           |
|      | Агуалва-Касень             | Agualva-Cacém              | 121,000             | 12 липня 2001            |
|      | Агеда                      | Águeda                     | 11,357              | 14 серпня 1985           |
|      | Албуфейра                  | Albufeira                  | 16,237              | 20 серпня 1986           |
|      | Алкасер-ду-Сал             | Alcácer do Sal             | 9,118               | 12 липня 1997            |
|      | Алкобаса                   | Alcobaça                   | 9,775               | 30 серпня 1995           |
|      | Алмада                     | Almada                     | 101,500             | 16 червня 1973           |
|      | Алмейрін                   | Almeirim                   | 11,607              | 16 серпня 1991           |
|      | Алверка-ду-Рібатежу        | Alverca do Ribatejo        | 29,086              | 9 серпня 1990            |
|      | Амадора                    | Amadora                    | 151,500             | 17 вересня 1979          |
|      | Амаранте                   | Amarante                   | 11,000              | 14 серпня 1985           |
|      | Амора                      | Amora                      | 53,638              | 2 липня 1993             |
|      | Анадія                     | Anadia                     | 3,533               | 9 грудня 2004            |
|      | Ангра-ду-Ероїшму           | Angra do Heroísmo          | 21,200              | 21 серпня 1534           |
|      | Авейру                     | Aveiro                     | 67,003              | 11 квітня 1759           |
|      | Барселуш                   | Barcelos                   | 20,000              | 6 вересня 1928           |
|      | Баррейру                   | Barreiro                   | 50,232              | 28 червня 1984           |
|      | Бежа                       | Beja                       | 23,475              | 10 квітня 1521           |
|      | Брага                      | Braga                      | 170,250             | до заснування Португалії |
|      | Браганса                   | Bragança                   | 19,998              | 23 лютого 1464           |
|      | Калдаш-да-Раїня            | Caldas da Rainha           | 30,006              | 26 серпня 1927           |
|      | Камара-де-Лобуш            | Câmara de Lobos            | 16,842              | 2 серпня 1996            |
|      | Канісу                     | Caniço                     | 11,586              | 9 червня 2005            |
|      | Кантаньєде                 | Cantanhede                 | 7,066               | 16 серпня 1991           |
|      | Карташу                    | Cartaxo                    | 10,115              | 30 серпня 1995           |
|      | Каштелу-Бранку             | Castelo Branco             | 34,525              | 20 березня 1771          |
|      | Шавеш                      | Chaves                     | 19,307              | 18 березня 1929          |
|      | Коїмбра                    | Coimbra                    | 138,540             | до заснування Португалії |
|      | Кошта-да-Капаріка          | Costa da Caparica          | 14,100              | 9 грудня 2004            |
|      | Ковілян                    | Covilhã                    | 36,147              | 20 жовтня 1870           |
|      | Елваш                      | Elvas                      | 15,505              | 3 квітня 1513            |
|      | Ентронкаменту              | Entroncamento              | 20,065              | 16 серпня 1991           |
|      | Ермезінде                  | Ermesinde                  | 40,139              | 10 серпня 1990           |
|      | Ешморіш                    | Esmoriz                    | 11,200              | 2 липня 1993             |
|      | Ешпіню                     | Espinho                    | 10,500              | 16 червня 1973           |
|      | Ешпозенде                  | Esposende                  | 9,148               | 2 липня 1993             |
|      | Ештаррежа                  | Estarreja                  | 7,000               | 9 грудня 2004            |
|      | Ештремош                   | Estremoz                   | 9,011               | 31 серпня 1926           |
|      | Евора                      | Évora                      | 46,417              | до заснування Португалії |
|      | Фафе                       | Fafe                       | 15,323              | 23 серпня 1986           |
|      | Фару                       | Faro                       | 43,757              | 7 вересня 1540           |
|      | Фатіма                     | Fátima                     | 10,302              | 12 липня 1997            |
|      | Фелгейраш                  | Felgueiras                 | 15,100              | 10 серпня 1990           |
|      | Фігейра-да-Фош             | Figueira da Foz            | 36,500              | 20 вересня 1882          |
|      | Фіайнш                     | Fiães                      | 13,100              | 12 липня 2001            |
|      | Фреамунде                  | Freamunde                  | 7,452               | 12 липня 2001            |
|      | Фуншал                     | Funchal                    | 100,526             | 21 серпня 1508           |
|      | Фундан                     | Fundão                     | 8,957               | 19 квітня 1988           |
|      | Гафаня-да-Назаре           | Gafanha da Nazaré          | 14,021              | 21 липня 2001            |
|      | Гандра                     | Gandra                     | 5,200               | 26 серпня 2003           |
|      | Гондомар                   | Gondomar                   | 25,000              | 16 серпня 1991           |
|      | Гоувея                     | Gouveia                    | 3,500               | 1 лютого 1988            |
|      | Гуарда                     | Guarda                     | 32,274              | 27 листопада 1199        |
|      | Гімарайнш                  | Guimarães                  | 52,181              | 23 червня 1853           |
|      | Орта                       | Horta                      | 9,000               | 4 липня 1833             |
|      | Іляву                      | Ílhavo                     | 17,200              | 9 серпня 1990            |
|      | Лагоа                      | Lagoa                      | 5,000               | 12 липня 2001            |
|      | Лагуш                      | Lagos                      | 20,000              | 27 січня 1573            |
|      | Ламегу                     | Lamego                     | 12,000              | до заснування Португалії |
|      | Лейрія                     | Leiria                     | 50,264              | 13 червня 1545           |
|      | Лісабон                    | Lisboa                     | 508,209             | до заснування Португалії |
|      | Ліша                       | Lixa                       | 5,500               | 30 серпня 1995           |
|      | Лоле                       | Loulé                      | 24,000              | 1 лютого 1988            |
|      | Лореш                      | Loures                     | 26,000              | 9 серпня 1990            |
|      | Лороза                     | Lourosa                    | 11,300              | 12 липня 2001            |
|      | Маседу-де-Кавалейруш       | Macedo de Cavaleiros       | 7,800               | 24 червня 1999           |
|      | Машіку                     | Machico                    | 13,700              | 2 серпня 1996            |
|      | Мая                        | Maia                       | 40,000              | 23 серпня 1986           |
|      | Мангуалде                  | Mangualde                  | 8,107               | 12 липня 2001            |
|      | Марку-де-Канавезеш         | Marco de Canaveses         | 9,000               | 2 липня 1993             |
|      | Маріня-Гранде              | Marinha Grande             | 29,100              | 19 квітня 1988           |
|      | Матозінюш                  | Matosinhos                 | 47,703              | 28 червня 1984           |
|      | Меаляда                    | Mealhada                   | 5,500               | 26 серпня 2003           |
|      | Меда                       | Mêda                       | 2,004               | 9 грудня 2004            |
|      | Міранда-ду-Дору            | Miranda do Douro           | 2,000               | 10 липня 1545            |
|      | Мірандела                  | Mirandela                  | 11,000              | 28 червня 1984           |
|      | Монтемор-у-Нову            | Montemor-o-Novo            | 14,000              | 18 квітня 1988           |
|      | Монтіжу                    | Montijo                    | 30,486              | 14 серпня 1985           |
|      | Мора                       | Moura                      | 10,000              | 1 лютого 1988            |
|      | Одівелаш                   | Odivelas                   | 54,500              | 10 серпня 1990           |
|      | Ольяу                      | Olhão                      | 31,100              | 14 серпня 1985           |
|      | Олівейра-де-Аземейш        | Oliveira de Azeméis        | 15,000              | 16 травня 1984           |
|      | Олівейра-ду-Байрру         | Oliveira do Bairro         | 5,005               | 26 серпня 2003           |
|      | Олівейра-ду-Ошпітал        | Oliveira do Hospital       | 4,400               | 2 липня 1993             |
|      | Орен                       | Ourém                      | 11,100              | 16 серпня 1991           |
|      | Овар                       | Ovar                       | 18,900              | 28 червня 1984           |
|      | Пасуш-де-Феррейра          | Paços de Ferreira          | 9,000               | 2 липня 1993             |
|      | Паредеш                    | Paredes                    | 12,500              | 16 серпня 1991           |
|      | Пенафієл                   | Penafiel                   | 10,000              | 3 березня 1770           |
|      | Пеніше                     | Peniche                    | 17,500              | 1 лютого 1988            |
|      | Пезу-да-Регуа              | Peso da Régua              | 10,000              | 14 серпня 1985           |
|      | Піньєл                     | Pinhel                     | 3,500               | 25 серпня 1770           |
|      | Помбал                     | Pombal                     | 18,500              | 16 серпня 1991           |
|      | Понта-Делгада              | Ponta Delgada              | 46,102              | 2 квітня 1546            |
|      | Понте-де-Сор               | Ponte de Sor               | 11,000              | 14 серпня 1985           |
|      | Порталегре                 | Portalegre                 | 15,700              | 23 травня 1550           |
|      | Портіман                   | Portimão                   | 40,700              | 11 грудня 1924           |
|      | Порту                      | Porto                      | 240,227             | до заснування Португалії |
|      | Порту-Санту                | Porto Santo                | 4,475               | 2 серпня 1996            |
|      | Повуа-де-Санта-Ірія        | Póvoa de Santa Iria        | 28,000              | 24 червня 1999           |
|      | Повуа-де-Варзін            | Póvoa de Varzim            | 38,257              | 16 червня 1973           |
|      | Прая-да-Віторія            | Praia da Vitória           | 6,500               | 20 червня 1981           |
|      | Куартейра                  | Quarteira                  | 21,000              | 24 червня 1999           |
|      | Келуж                      | Queluz                     | 116,124             | 24 липня 1997            |
|      | Ребордоза                  | Rebordosa                  | 12,100              | 26 серпня 2003           |
|      | Регенгуш-де-Монсараш       | Reguengos de Monsaraz      | 7,900               | 9 грудня 2004            |
|      | Рібейра-Гранде             | Ribeira Grande             | 6,350               | 29 червня 1981           |
|      | Ріу-Майор                  | Rio Maior                  | 11,102              | 14 серпня 1985           |
|      | Ріу-Тінту                  | Rio Tinto                  | 61,227              | 30 серпня 1995           |
|      | Сабугал                    | Sabugal                    | 2,300               | 9 грудня 2004            |
|      | Сакавен                    | Sacavém                    | 17,000              | 4 червня 1997            |
|      | Санта-Комба-Дан            | Santa Comba Dão            | 3,200               | 24 червня 1999           |
|      | Санта-Круш                 | Santa Cruz                 | 6,500               | 2 серпня 1996            |
|      | Санта-Марія-да-Фейра       | Santa Maria da Feira       | 16,900              | 14 серпня 1985           |
|      | Сантана                    | Santana                    | 3,300               | 1 січня 2001             |
|      | Сантарен                   | Santarém                   | 30,100              | 24 грудня 1868           |
|      | Сантіагу-ду-Касен          | Santiago do Cacém          | 7,753               | 16 серпня 1991           |
|      | Санту-Тірсу                | Santo Tirso                | 14,100              | 14 серпня 1985           |
|      | Сан-Жуан-да-Мадейра        | São João da Madeira        | 21,102              | 28 червня 1984           |
|      | Сан-Мамеде-де-Інфешта      | São Mamede de Infesta      | 27,000              | 12 липня 2001            |
|      | Сан-Салвадор-де-Лорделу    | São Salvador de Lordelo    | 11,000              | 26 серпня 2003           |
|      | Сея                        | Seia                       | 7,000               | 23 серпня 1986           |
|      | Сейшал                     | Seixal                     | 31,101              | 2 липня 1993             |
|      | Серпа                      | Serpa                      | 9,990               | 26 серпня 2003           |
|      | Сетубал                    | Setúbal                    | 120,636             | 19 квітня 1860           |
|      | Сілвеш                     | Silves                     | 11,000              | до заснування Португалії |
|      | Сінеш                      | Sines                      | 15,555              | 12 липня 1997            |
|      | Тарока                     | Tarouca                    | 3,200               | 9 грудня 2004            |
|      | Тавіра                     | Tavira                     | 13,300              | 16 березня 1520          |
|      | Томар                      | Tomar                      | 20,000              | 12 лютого 1844           |
|      | Тондела                    | Tondela                    | 10,120              | 1 лютого 1988            |
|      | Торреш-Новаш               | Torres Novas               | 14,900              | 14 серпня 1985           |
|      | Торреш-Ведраш              | Torres Vedras              | 27,200              | 3 лютого 1979            |
|      | Транкозу                   | Trancoso                   | 3,350               | 9 грудня 2004            |
|      | Трофа                      | Trofa                      | 22,000              | 2 липня 1993             |
|      | Валбон                     | Valbom                     | 14,100              | 9 грудня 2004            |
|      | Вале-де-Камбра             | Vale de Cambra             | 4,200               | 2 липня 1993             |
|      | Валонгу                    | Valongo                    | 27,900              | 10 серпня 1990           |
|      | Валпасуш                   | Valpaços                   | 4,102               | 24 червня 1999           |
|      | Вендаш-Новаш               | Vendas Novas               | 10,103              | 2 липня 1993             |
|      | Віана-ду-Каштелу           | Viana do Castelo           | 36,750              | 20 січня 1848            |
|      | Віла-ду-Конде              | Vila do Conde              | 32,257              | 1 лютого 1988            |
|      | Віла-Франка-де-Шира        | Vila Franca de Xira        | 19,000              | 28 червня 1984           |
|      | Віла-Нова-де-Фамалікан     | Vila Nova de Famalicão     | 30,100              | 14 серпня 1985           |
|      | Віла-Нова-де-Фош-Коа       | Vila Nova de Foz Côa       | 3,303               | 12 липня 1997            |
|      | Віла-Нова-де-Гая           | Vila Nova de Gaia          | 178,526             | 28 червня 1984           |
|      | Віла-Нова-де-Санту-Андре   | Vila Nova de Santo André   | 12,123              | 26 серпня 2003           |
|      | Віла-Реал                  | Vila Real                  | 27,250              | 20 липня 1925            |
|      | Віла-Реал-де-Санту-Антоніу | Vila Real de Santo António | 11,000              | 19 квітня 1988           |
|      | Візеу                      | Viseu                      | 50,583              | до заснування Португалії |
|      | Візела                     | Vizela                     | 10,100              | 1 вересня 1998           |